# チャルトリスキ美術館
チャルトリスキ美術館（波: Muzeum Książąt Czartoryskich w Krakowie,  英: Princes Czartoryski Museum）は、ポーランド南部の都市クラクフにある、ポーランド最古の美術館である。

## 歴史
1801年にイザベラ・チャルトリスカ公爵夫人によって設立された。現在のルブリン県の都市プワヴィで設立された。1878年にクラクフの現在の場所へ移った。第二次世界大戦後はポーランド国立博物館であったが、1991年にポーランド政府はその施設と所蔵品のすべてをチャルトリスキ家の当主であるアダム・カロル・チャルトリスキ公爵に返還した。現在はアダム・カロル・チャルトリスキ公爵が美術館を保有し、公爵がオーナーおよび理事長を務めるチャルトリスキ公爵財団が運営と管理のすべてを行う私立美術館となっている。チャルトリスキ美術館の収蔵品コレクションは私立美術館としてはヨーロッパ有数の規模をもつ。

## 所蔵作品
- レオナルド・ダ・ヴィンチ 『白貂を抱く貴婦人』
- レンブラント・ファン・レイン『善きサマリア人のいる風景』
- アレクサンドル・ロズラン　『イザベラ・チャルトリスカ公爵夫人』
- ヴィンチェンツォ･ビアジォ・カテーナ　『聖母子』

## 日本にて
2002年に横浜美術館等にて「レオナルド・ダ・ヴィンチ《白貂を抱く貴婦人》チャルトリスキ・コレクション展」が開催された。

## ギャラリー

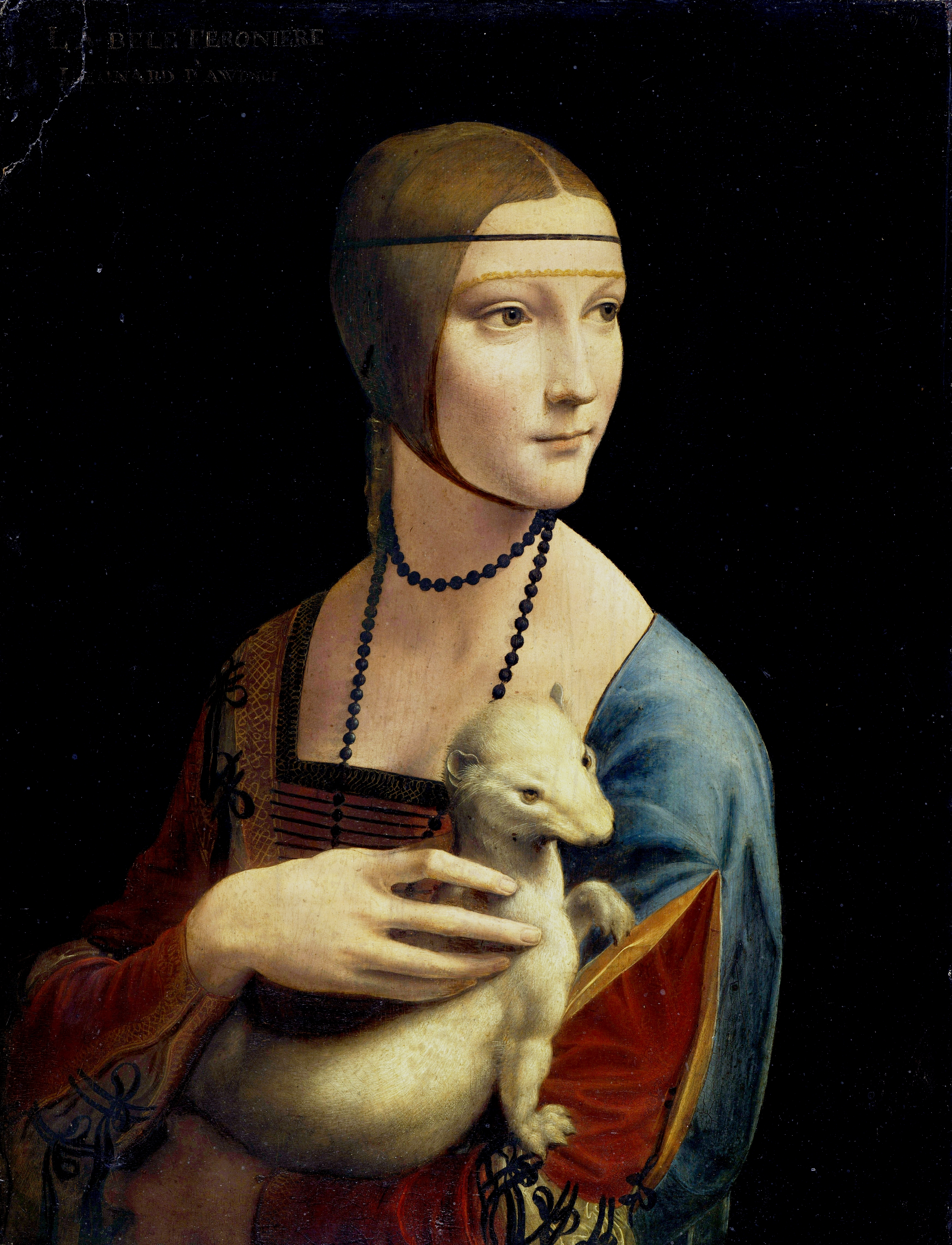
レオナルド・ダ・ヴィンチ『白貂を抱く貴婦人』1490年頃
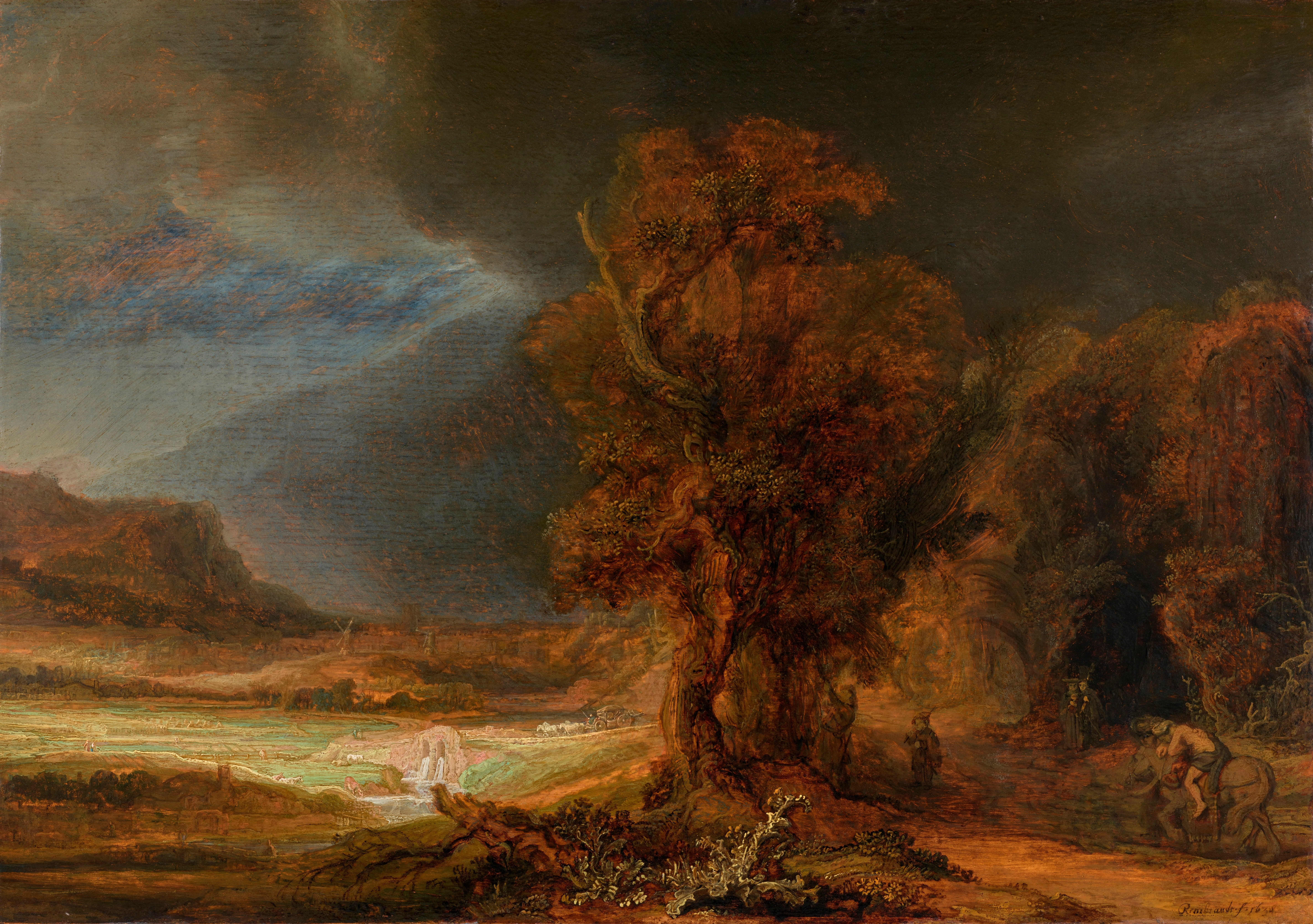
レンブラント・ファン・レイン『善きサマリア人のいる風景』1638年